# Röyksopp
Röyksopp (izgovor: [ˈrøyksɔp]) je elektroničko glazbeni duo iz grada Tromso u Norveškoj kojeg sačinjavaju Torbjørn Brundtland i Svein Berge. Grupa je službeno osnovana 1998. godine, a svoj album prvijenac, Melody A.M. objavili su 2001. godine.

## Diskografija

### Studijski albumi
- Melody A.M. (2001.) #9 UK  #1 NOR  # 69 NL  #84 FR  #50 SWE
- The Understanding (2005.) #13 UK  #1 NOR  #48 NL  #45 FR  #39 FIN  #7 SWE  #41 GER

### Albumi uživo
- Röyksopp's Night Out (2006.)

### Ostali albumi
- Back to Mine (2007.) #13 UK  #24 NOR

## Vanjske poveznice
- Službena stranica
- Röyksopp - forumi  Arhivirana inačica izvorne stranice od 2. kolovoza 2008. (Wayback Machine)
- Röyksopp na Last.fm
- Röyksopp na Musicbrainz
- Wall of Sound  Arhivirana inačica izvorne stranice od 8. ožujka 2009. (Wayback Machine)
- Astralwerks
- Geico Caveman Commercial
- Kompletna diskografija
- Röyksopp Downloads  Arhivirana inačica izvorne stranice od 20. kolovoza 2008. (Wayback Machine)
- Koncertni snimak u trajanju od jednog sata[neaktivna poveznica]